# Ángel León
Ángel León Gozalo (* 2. Oktober 1907 in Villalón de Campos; † 10. August 1979 in Madrid) war ein spanischer Sportschütze.

## Erfolge
Ángel León nahm an drei Olympischen Spielen in der Disziplin Freie Pistole teil. 1948 belegte er in London mit 534 Punkten den sechsten Platz. Vier Jahre darauf erzielte er in Helsinki 550 Punkte, womit er den Wettbewerb auf dem zweiten Platz hinter Huelet Benner abschloss und die Silbermedaille gewann. Die Olympischen Spiele 1960 in Rom beendete er auf dem 18. Rang. Bei Weltmeisterschaften gewann León 1949 in Buenos Aires Bronze.
León war zeitweise Schießtrainer bei der spanischen Polizei. Seine beiden Töchter Rosa und Julia León sind Sängerinnen, die Tochter Eva León ist Schauspielerin.